# 恋する人形
『恋する人形』（こいするにんぎょう）は、THE COMET CLUB（大友邦彰率いる音楽集団）の曲。1980年代前半の曲。小林麻美やとんねるずやナスターシャ・キンスキーなどを起用するなど、宣伝に力を入れていたサントリーワイン・レゼルブのCMに使用された曲。
エピックソニーよりシングル盤も発売された。
「銀座のガス燈の下で麗し君を待てば～ほのかに胸を焦がし君を想う」などというレトロ調の歌詞が特徴。

## B面
- 『寒気するほどトロピカル』：サーファー・ギャルを揶揄する歌詞の歌。男女のデュエット曲。「気持ち悪いほど明るくてTシャツ破れそうな肉体美」という歌詞があった。

## 収録LP
「MODERN VOICE」：バグルスの影のメンバーとされるジミー中山やヒカシューの巻上公一が参加した。